# 지느러미발과
지느러미발과(Heliornithidae)는 두루미목에 속하는 작은 열대 조류 과이다. 3개 속에 3종을 포함하고 있다.

## 분포
아프리카 대륙과 북아메리카 대륙 남부, 남아메리카 대륙, 유라시아 대륙 남부, 인도네시아(수마트라섬)에 분포한다.

## 하위 종
- 아프리카지느러미발속 (Podica)
  - 아프리카지느러미발 또는 아프리카큰발뜸부기 (Podica senegalensis)
- 아시아지느러미발속 (Heliopais)
  - 아시아지느러미발 (Heliopais personata)
- 아메리카지느러미발속 (Heliornis)
  - 아메리카지느러미발 또는 미국오리발새 (Heliornis fulica)